# Courcelles-lès-Montbéliard
Courcelles-lès-Montbéliard ist eine französische Gemeinde mit 1.387 Einwohnern (Stand: 1. Januar 2022) im Département Doubs in der Region Bourgogne-Franche-Comté.

## Geographie
Courcelles-lès-Montbéliard liegt auf 316 m, etwa zwei Kilometer südwestlich der Stadt Montbéliard (Luftlinie). Das Dorf erstreckt sich im westlichen Teil des Beckens von Montbéliard im Tal des Allan gegenüber von Sainte-Suzanne.
Die Fläche des 2,40 km² großen Gemeindegebiets umfasst einen Abschnitt des Beckens von Montbéliard. Das Hauptsiedlungsgebiet befindet sich im Allan-Tal. Der Fluss, der hier einen Bogen beschreibt und seine Fließrichtung von Westen nach Süden ändert, bildet die westliche Grenze. Er fließt durch eine rund ein Kilometer breite flache Talniederung und wird von der Wasserstraße des Rhein-Rhône-Kanals begleitet. Nach Südosten erstreckt sich das Gemeindeareal über die plateauartige, bewaldete Anhöhe von Chênois in die angrenzende, 1,5 km breite Talebene des Doubs, entlang dem die südliche Grenze verläuft. Mit 347 m wird im Wald von Chênois die höchste Erhebung von Courcelles-lès-Montbéliard erreicht.
Nachbargemeinden von Courcelles-lès-Montbéliard sind Sainte-Suzanne im Norden, Montbéliard und Arbouans im Osten, Voujeaucourt im Süden sowie Bart im Westen.

## Geschichte
Erstmals urkundlich erwähnt wird Courcelles im 12. Jahrhundert. Seit dem Mittelalter gehörte das Dorf zum Herrschaftsgebiet der Grafen von Montbéliard. Bereits 1571 gründete Eugène Episcopius die erste Papiermühle am Allan, die später von Jacques Foillet weitergeführt wurde. Mit der Annexion der Grafschaft Württemberg-Mömpelgard (Montbéliard) gelangte Courcelles 1793 endgültig in französische Hand. Mit der Gründung einer Baumwollspinnerei im Jahr 1860 begann die eigentliche Industrialisierung von Courcelles. Die Fabrik beschäftigte bis zu 250 Personen, musste ihren Betrieb aber 1965 einstellen. Heute gehört Courcelles-lès-Montbéliard zum Gemeindeverband Pays de Montbéliard Agglomération.

## Sehenswürdigkeiten

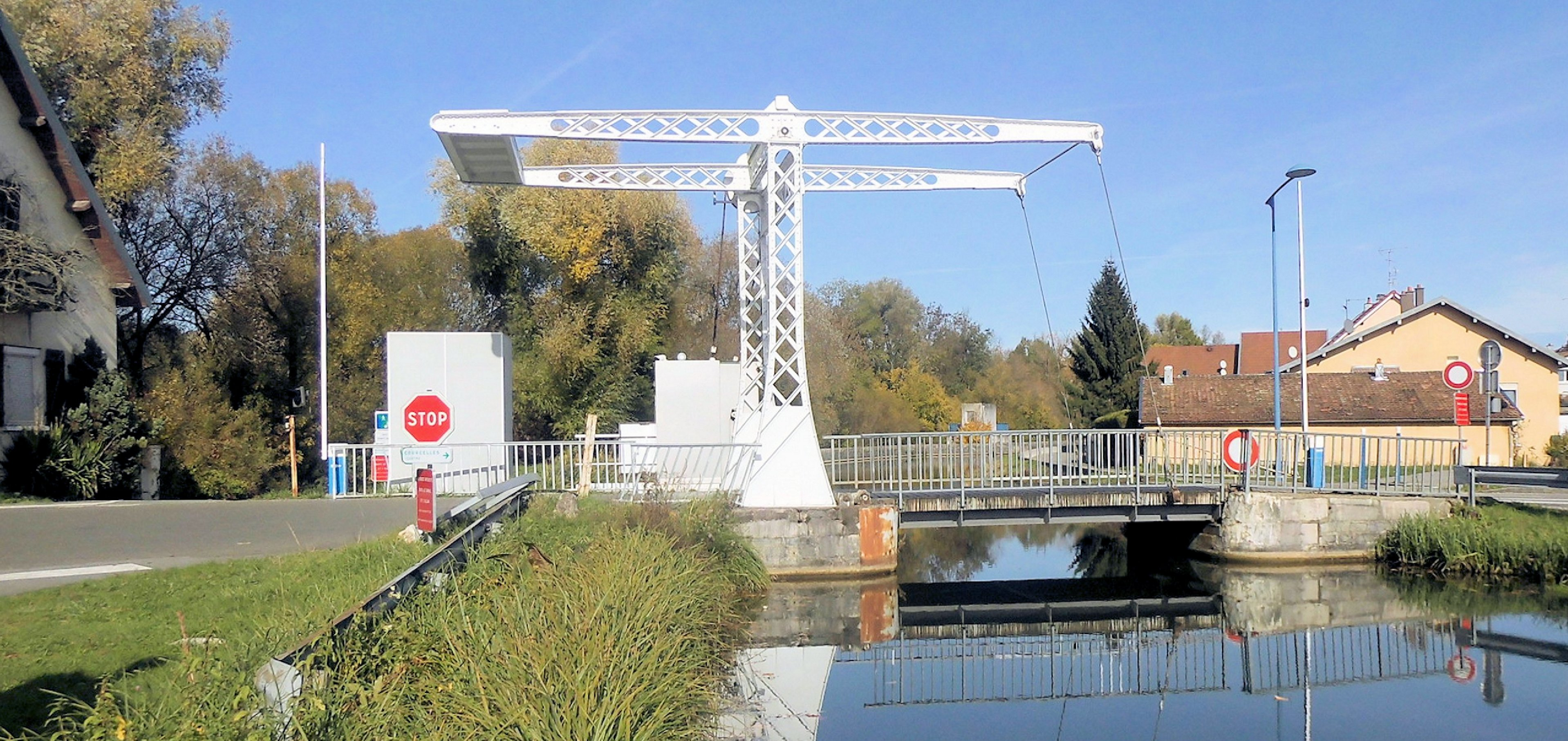
Klappbrücke über den Rhein-Rhône-Kanal

Über den Rhein-Rhône-Kanal führt eine 1914 erbaute Klappbrücke. Eine Stele erinnert an Étienne Oehmichen, der hier 1921 seinen ersten erfolgreichen Flug mit einem Hubschrauber absolvierte.

Kirche Sainte-Agathe

## Bevölkerung
Mit 1387 Einwohnern (Stand 1. Januar 2022) gehört Courcelles-lès-Montbéliard zu den kleineren Gemeinden des Départements Doubs. In der Zeit von 1926 bis 1975 stieg die Bevölkerungszahl markant an (Verdreifachung der Einwohnerzahl). Danach folgte ein leichter Rückgang um ungefähr 7 %. Seither verblieb die Einwohnerzahl auf konstantem Niveau. Heute ist das Siedlungsgebiet von Courcelles-lès-Montbéliard mit denjenigen von Montbéliard und Sainte-Suzanne beinahe lückenlos zusammengewachsen.
| Jahr                       | 1901 | 1926 | 1954 | 1962 | 1968 | 1975 | 1982 | 1990 | 1999 | 2017 |
| Einwohner                  | 345  | 326  | 696  | 905  | 1009 | 1131 | 1064 | 1025 | 1015 | 1277 |
| Quellen: Cassini und INSEE |      |      |      |      |      |      |      |      |      |      |

## Wirtschaft und Infrastruktur
Schon Mitte des 19. Jahrhunderts entwickelte sich Courcelles-lès-Montbéliard zu einer industriell geprägten Gemeinde. Heute gibt es in der Ortschaft verschiedene Betriebe des Klein- und Mittelgewerbes sowie viele Geschäfte des Einzelhandels für den täglichen Bedarf. Mittlerweile hat sich das Dorf auch zu einer Wohngemeinde entwickelt. Viele Erwerbstätige sind deshalb Wegpendler, die in den anderen Gemeinden der Agglomeration Montbéliard ihrer Arbeit nachgehen.
Die Ortschaft ist verkehrstechnisch gut erschlossen. Sie liegt an der Hauptstraße D438, die von Montbéliard nach Pont-de-Roide-Vermondans führt. Der nächste Anschluss an die Autobahn A36 befindet sich in einer Entfernung von ungefähr vier Kilometern. Weitere Straßenverbindungen bestehen mit Sainte-Suzanne und Arbouans. Mit der Stadt Montbéliard und den umliegenden Gemeinden ist Courcelles-lès-Montbéliard durch eine Buslinie verbunden. Auf dem Gemeindegebiet befindet sich in der Talebene des Doubs der Flugplatz Montbéliard-Courcelles, der 1930 erbaut wurde.